# Gustaf Lindblom
Gustaf (Topsy) Lindblom (Kristinehamn, 3 december 1891 - Stockholm, 26 april 1960) was een Zweeds atleet, die gespecialiseerd was in het hink-stap-springen.

## Biografie
Lindblom won tijdens de Olympische Zomerspelen 1912 in eigen land de gouden medaille de gouden medaille bij het hink-stap-springen met een afstand van 14 meter 76, deze afstand had Lindblom gesprongen in de kwalificatie. 

## Titels
- Olympisch kampioen hink-stap-springen - 1912

## Persoonlijke records
| Onderdeel          | Prestatie | Datum        | Plaats    |
| ------------------ | --------- | ------------ | --------- |
| hink-stap-springen | 14,76 m   | 15 juli 1912 | Stockholm |

## Palmares

### hink-stap-springen
- 1912:  OS - 14,76 m

1896: James Connolly ·
1900: Meyer Prinstein ·
1904: Meyer Prinstein ·
1908: Tim Ahearne ·
1912: Gustaf Lindblom ·
1920: Vilho Tuulos ·
1924: Nick Winter ·
1928: Mikio Oda ·
1932: Chuhei Nambu ·
1936: Naoto Tajima ·
1948: Arne Åhman ·
1952: Adhemar da Silva ·
1956: Adhemar da Silva ·
1960: Józef Szmidt ·
1964: Józef Szmidt ·
1968: Viktor Sanjejev ·
1972: Viktor Sanjejev ·
1976: Viktor Sanjejev ·
1980: Jaak Uudmäe ·
1984: Al Joyner ·
1988: Christo Markov ·
1992: Mike Conley ·
1996: Kenny Harrison ·
2000: Jonathan Edwards ·
2004: Christian Olsson ·
2008: Nelson Évora ·
2012: Christian Taylor ·
2016: Christian Taylor ·
2020: Pedro Pablo Pichardo ·
2024: Jordan Díaz